# James McDivitt
James Alton McDivitt (ur. 10 czerwca 1929 w Chicago, zm. 13 października 2022 w Tucson) – amerykański astronauta, pilot wojskowy, generał brygady United States Air Force.

## Kariera astronauty
Uczestniczył w dwóch lotach kosmicznych.
W dniach 3–7 czerwca 1965 dowodził misją Gemini 4. Drugi członek załogi, Edward White, wyszedł podczas lotu na zewnątrz statku kosmicznego. Był to pierwszy spacer kosmiczny wykonany przez astronautę amerykańskiego (pierwszym człowiekiem w historii, który opuścił na orbicie swój statek był Aleksiej Leonow).
W dniach 3–13 marca 1969 dowodził trzyosobową załogą statku Apollo 9. W misji brali udział również: David Scott oraz Russell Schweickart. Lot po orbicie okołoziemskiej był generalnym sprawdzianem tych operacji i manewrów, które astronauci mieli wykonywać podczas misji księżycowych.
Obie wyprawy astronauty w kosmos trwały łącznie 14 dni 2 godziny 57 minut i 6 sekund.
Po powrocie na Ziemię został dyrektorem programu kosmicznego Apollo.
W czerwcu 1972 opuścił NASA.
Stowarzyszenie Uczestników Lotów Kosmicznych (Association of Space Explorers) przyznało mu Universal Astronaut Insignia za lot orbitalny (nr 18).